# Antikenhandel
Der Handel mit Antiken ist der Austausch von antiken Kunstwerken (Skulpturen, Architekturelemente oder Fragmente) und anderen archäologischen Artefakten aus aller Welt. Dieser Handel kann illegal oder legal sein. Der legale Antikenhandel hält sich an nationale und internationale Vorschriften und Gesetze. Aus der Sicht des internationalen Kunstmarktes umfasst der Antikenhandel nicht alle weltweit erhaltenen antiken archäologischen Artefakte, sondern nur Werke (ohne Münzen) aus Ägypten, Europa, dem Nahen Osten und der klassischen Welt, von den frühesten von Menschenhand geschaffenen Objekten der Vorgeschichte bis zum Fall des Römischen Reiches und der byzantinischen Zeit.

## Umfang und Bedeutung
Der Antikenhandel ist ein umsatzmäßig sehr kleiner Teil des weltweiten Kunsthandels. Der jährliche Umsatz im Handel mit antiken Kunstwerken kann stark variieren, abhängig von verschiedenen Faktoren wie der Marktnachfrage, der Verfügbarkeit von Objekten und dem wirtschaftlichen Klima. Es ist schwierig, einen genauen Betrag anzugeben, da es sich um einen sehr diversifizierten Markt handelt. Schätzungen und Statistiken zu diesem Markt können von verschiedenen Quellen stammen, darunter Branchenverbände, Forschungsberichte und Marktforschungsunternehmen. Einige Organisationen, die Informationen über den Kunsthandelsmarkt im Allgemeinen bereitstellen, könnten auch Daten über den Handel mit antiken Kunstwerken haben. Dazu gehören:
- TEFAF (The European Fine Art Foundation): TEFAF produziert einen jährlichen Kunstmarktbericht, der Informationen über den globalen Kunsthandel enthält, einschließlich antiker Kunstwerke.
- Art Basel und UBS Global Art Market Report: Diese jährliche Veröffentlichung bietet Einblicke in den globalen Kunstmarkt, einschließlich historischer Kunst.
- Sotheby’s und Christie’s: Diese führenden Auktionshäuser veröffentlichen gelegentlich Berichte über den Zustand des Kunstmarktes, die auch Informationen über den Handel mit antiken Kunstwerken enthalten können.
- Forschungsberichte und Studien von unabhängigen Forschungsinstituten oder Beratungsunternehmen, die sich auf den Kunstmarkt spezialisiert haben. Es ist wichtig zu beachten, dass diese Daten Schätzungen und Prognosen basierend auf verschiedenen Datenquellen und Methoden sein können und nicht immer genau sein müssen. Der legale Handel mit Antiken macht weniger als 0,5 % des weltweiten Kunst- und Antikenmarktes aus und hat einen geschätzten Gesamtwert von 150 bis 200 Millionen Euro.[1]

Statue eines siegreichen Jünglings – Getty Villa, Pacific Palisades

## Geschichte

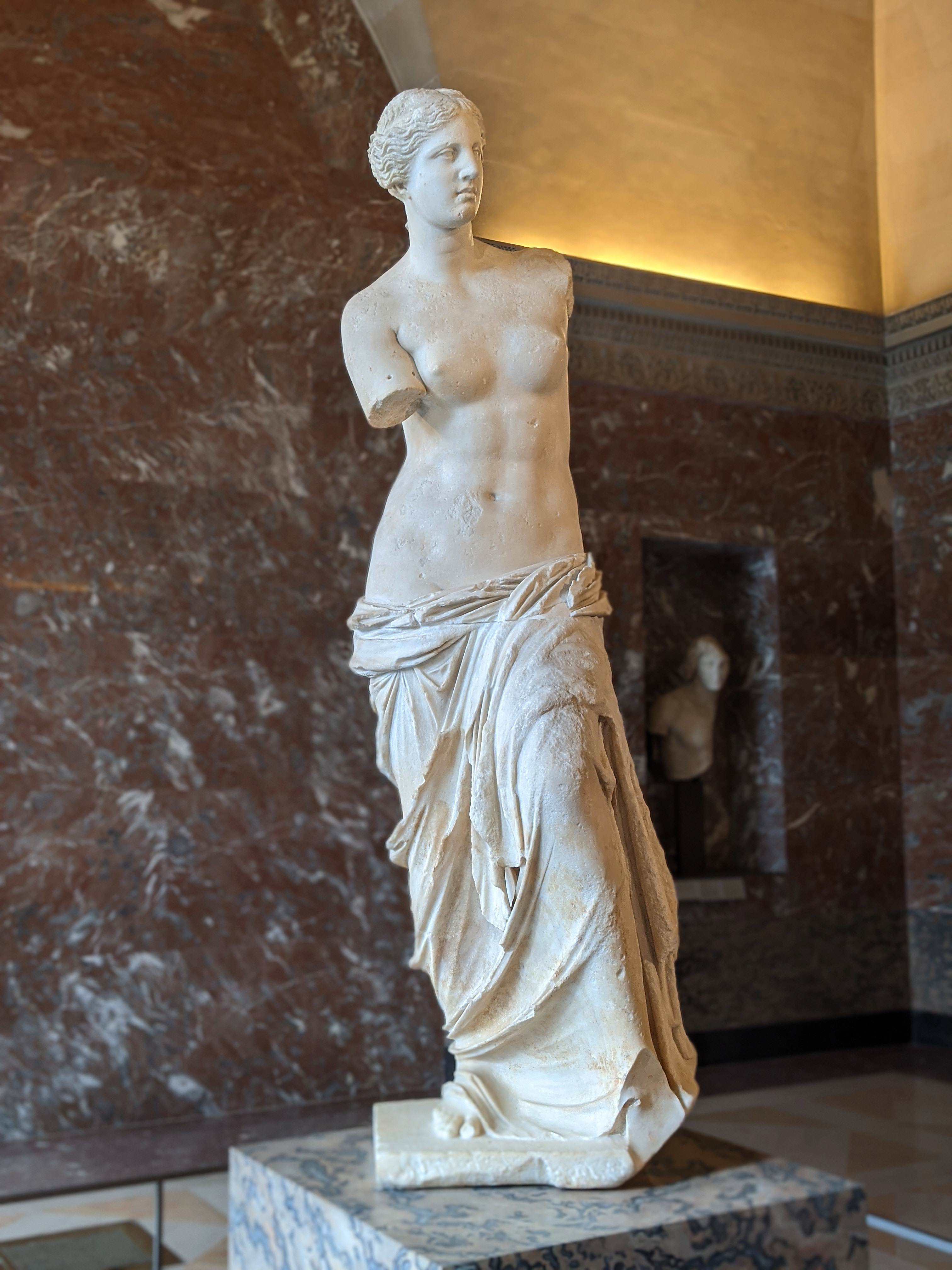
Venus von Milo – Musée du Louvre, Paris

Antike (ca. 3000 v. Chr. - 500 n. Chr.): Während der Antike spielte der Handel mit Kunstwerken und Artefakten eine bedeutende Rolle im Austausch zwischen verschiedenen Zivilisationen und Kulturen. Griechische und römische Kunstwerke wurden in ganz Europa, Nordafrika und im Nahen Osten gehandelt. Dieser Handel fand oft im Rahmen von diplomatischen Beziehungen, militärischen Eroberungen und Handelsrouten statt. Die antiken Hafenstädte wie Alexandria, Rom und Athen dienten als wichtige Zentren für den Handel mit Kunst und anderen Gütern.
Mittelalter (ca. 500 n. Chr. - 1500 n. Chr.): Im Mittelalter verlor der Handel mit antiken Kunstwerken an Bedeutung, da die europäische Gesellschaft von politischer Instabilität, kulturellem Wandel und wirtschaftlichen Schwierigkeiten geprägt war. Viele antike Kunstwerke wurden zerstört, verloren oder wiederverwendet, und der Handel mit ihnen war weniger ausgeprägt als in der Antike. Dennoch wurden einige antike Kunstwerke als wertvolle Relikte der Vergangenheit geschätzt und von adligen Sammlern und Kirchen aufbewahrt.
Renaissance (14. bis 17. Jahrhundert): Die Renaissance war eine Zeit des kulturellen und intellektuellen Aufbruchs in Europa, in der das Interesse an der Antike neu erwachte. Antike Kunstwerke wurden von Gelehrten, Künstlern und Sammlern geschätzt und gesammelt. Der Handel mit antiken Kunstwerken blühte wieder auf, und einige Objekte wurden aus antiken römischen Villen und Ruinen geborgen und in privaten Sammlungen aufbewahrt. Die Fürsten und Adeligen der Renaissance sammelten antike Skulpturen, Gemälde und Münzen, um ihren Status und ihre Kultiviertheit zu demonstrieren.
Barockzeit (17. und 18. Jahrhundert): Auch im Barock wurden antike Kunstwerke gesammelt und gehandelt, wobei römische Skulpturen und griechische Vasen besonders begehrt waren. Sammler wie Könige, Adlige und reiche Bürger erweiterten ihre Kunstsammlungen und förderten den Handel mit antiken Kunstwerken. Die Nachfrage nach antiken Kunstwerken führte zur Entdeckung und Ausgrabung weiterer antiker Stätten, insbesondere in Italien und Griechenland. Auf der Grand Tour (Kavalierstour oder Cavaliersreise) besuchten Söhne und Töchter des europäischen Adels, später auch des gehobenen Bürgertums, antike Stätten und kauften in den jeweiligen Ländern möglichst hochwertige antike Kunstwerke ein.
Klassizismus und Neoklassizismus (18. und 19. Jahrhundert): Im 18. und 19. Jahrhundert erlebte der Handel mit antiken Kunstwerken einen Höhepunkt, als der Klassizismus und später der Neoklassizismus die Kunstproduktion und -ästhetik beeinflussten. Die antike griechische und römische Kunst diente zeitgenössischen Künstlern als Vorbild und bildete die Grundlage für Kunstströmungen wie den Klassizismus und den Neoklassizismus. Sammler, Museen und öffentliche Einrichtungen erwarben antike Kunstwerke. Im 18. Jahrhundert gab es besonders in Rom einen florierenden Antikenhandel. Johann Joachim Winckelmann wurde 1763 zum Oberaufseher aller Altertümer

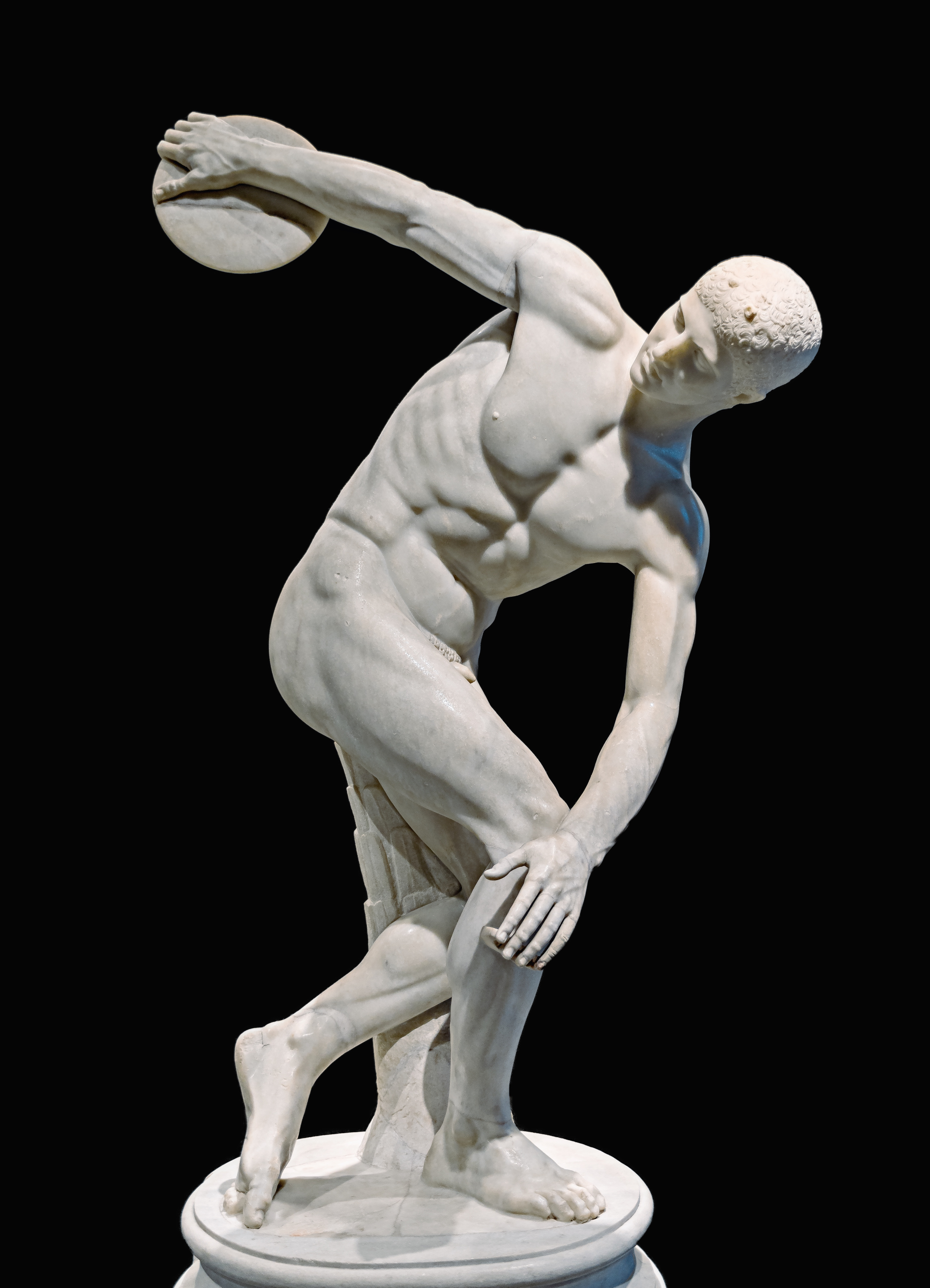
Diskobolos Lancelotti, Marmorkopie nach Myron – Museo Nazionale Romano, Rom

(Commissario delle Antichità) in und um Rom ernannt. Eine seiner Aufgaben war es, den Antikenhandel zu kontrollieren.
Im Laufe des 19. und 20. Jahrhunderts etablierten sich Auktionshäuser wie Christie’s und Sotheby’s als wichtige Akteure im Handel mit antiken Kunstwerken, wobei zahlreiche antike Objekte auf Auktionen angeboten wurden. Der Handel mit antiken Kunstwerken ist auch heute noch ein wichtiger Bestandteil des globalen Kunstmarktes, und Sammler und Institutionen sammeln und erforschen weiterhin antike Objekte.

## Antikenhandel in einzelnen Ländern

### Ägypten

#### Geschichte
Der Handel mit altägyptischen Kunstwerken hat eine lange Geschichte und entstand aus einer Kombination von Faktoren, darunter die reiche kulturelle Tradition des alten Ägypten, die Nachfrage nach exotischen Luxusgütern in anderen Regionen und die wachsenden internationalen Handelsnetzwerke.
Handel über das Niltal: Das Niltal war eine wichtige Handelsroute im alten Ägypten, die den Handel mit ägyptischen Kunstwerken erleichterte. Ägypten war ein Handelszentrum im Mittelmeerraum und unterhielt enge Handelsbeziehungen mit anderen Regionen wie dem Nahen Osten, der Levante, Griechenland und Rom. Ägyptische Kunstwerke wurden entlang des Nils und auf dem Seeweg in andere Länder exportiert.
Handel mit Griechenland und Rom: Vor allem in hellenistischer und römischer Zeit wurde der Handel mit altägyptischen Kunstwerken intensiviert. Griechische und römische Herrscher, Eliten und Händler sammelten ägyptische Kunstwerke als Statussymbole und als Zeichen ihrer Bewunderung für die altägyptische Kultur. Diese Kunstwerke wurden oft als Beute aus Ägypten mitgebracht oder auf dem Markt gekauft.
Hafenstädte wie Alexandria und Naukratis spielten eine wichtige Rolle im Handel mit ägyptischen Kunstwerken. Diese Städte dienten als Schnittstellen für den Handel zwischen Ägypten und anderen Regionen und als Zentren für den Verkauf und die Verteilung ägyptischer Kunstwerke.
Grabräuberei und Raubgrabungen: Leider wurden viele ägyptische Kunstwerke durch Grabräuberei und illegale Ausgrabungen aus antiken Stätten gestohlen und auf dem Schwarzmarkt verkauft. Dies führte zu einem illegalen Handel mit ägyptischen Artefakten, der auch heute noch ein Problem darstellt.
Ende des 19. und Anfang des 20. Jahrhunderts vergab der ägyptische Staat Lizenzen für Ausgrabungsmissionen, die von reichen Finanziers (z. B. James Simon) mit Hilfe professioneller Grabungsleiter (z. B. Ludwig Borchardt, Howard Carter) durchgeführt wurden. Vertraglich vereinbart wurde die sogenannte Fundteilung. Der ägyptische Staat erhielt die eine Hälfte der ausgegrabenen Artefakte, der Finanzier die andere Hälfte zur freien Verfügung, was auch die legale Ausfuhr aus Ägypten (und damit die grundsätzliche Verfügbarkeit dieser Objekte für den Antikenhandel) einschloss. Diese Werke befinden sich heute größtenteils in öffentlichen Sammlungen in Europa und den USA.  Im 20. Jahrhundert war es auch privaten bürgerlichen Sammlern möglich, antike Kunstwerke auf Auktionen, im Kunsthandel und auf Kunstmessen legal zu erwerben. Dies gilt bis heute.
Bis 1983, dem Jahr der Verabschiedung des Gesetzes Nr. 117, das de facto jegliche Ausfuhr altägyptischer Antiken verbot, vergab Ägypten allgemeine Ausfuhrgenehmigungen für altägyptische Kunstwerke und andere Artefakte mittels Handelslizenzen an ägyptische (und ausländische, aber in Ägypten ansässige) Antikenhändler. Inzwischen sind mehr als 250 offizielle Antikenhändler nachweisbar und auch der ägyptische Staat verkaufte altägyptische Objekte im Ägyptischen Museum Kairo.
Bis zum Anfang der 1980er Jahre wurden auf diese Weise Hunderttausende von Objekten, von großen Architekturobjekten und Monumentalskulpturen bis hin zu kleinen Skarabäen legal verkauft, wobei der weitaus größte Teil davon ins Ausland gelangte. Alle großen Museen mit altägyptischer Kunst (Louvre, Metropolitan Museum of Art, Ägyptisches Museum Berlin, British Museum) sowie kleinere Museen und private Sammler konnten altägyptische Antiken direkt im Land erwerben. Die Ausfuhrlizenzen wurden durch die Erhebung einer Gebühr kontrolliert. Die lizenzierten ägyptischen Antikenhändler stellten die Rechnungen für die offiziell versiegelten, aber nicht immer kontrollierten Kisten aus. Die Ausfuhrpapiere als solche wurden nicht zusammen mit den ausgeführten Objekten aufbewahrt, und die Rechnungen, sofern sie noch existieren, machen es schwierig oder unmöglich, die darin aufgeführten Objekte zu identifizieren, da sie in der Regel keine Einzelheiten oder detaillierten Beschreibungen enthalten. Der Käufer war nicht verpflichtet, die Papiere aufzubewahren, und es gab keine Fotografien der Gegenstände.

#### Die Herkunft der Handelsobjekte
Funde antiker Objekte lassen sich in verschiedene Kategorien einteilen. Dazu zählen Graböffnungen, die von einigen Pharaonen angeordnet wurden, staatlich genehmigte Grabungen, illegale Grabungen (Raubgrabungen), Bodenfunde außerhalb von Gräbern sowie alte Sammlungsbestände, bei denen der ursprüngliche Fundort nicht bekannt ist. Beispiele hierfür sind Paläste oder Gebäude altägyptischer Behörden, Tempel, Handwerkerstätten etc. Es sei darauf hingewiesen, dass nicht alle erhaltenen altägyptischen Kunstwerke und Artefakte in öffentlichen und privaten Sammlungen aus Königs-, Priester- oder Beamtengräbern stammen, wie vielfach angenommen wird.

#### Der Verkaufssaal des Ägyptischen Museums in Kairo
Der Antikendienst (Service d’Antiquités Egyptien) betrieb im Ägyptischen Museum in Kairo ab 1902 im Erdgeschoss einen Verkaufssaal (Salle de ventes), in dem originale altägyptische Kunstwerke und andere antike Artefakte verkauft wurden. Es gab dort Reliefs, architektonische Elemente, Opfertische, Särge, vollständige oder fragmentarische Statuen, Statuenköpfe oder -torsi, Kopfstützen, Kapitelle (meist koptische), Kanopenvasen sowie Stein- oder Glasgefäße, Uschebtis, Gewichte, Amulette und Skarabäen. Viele Objekte, die heute in privaten Sammlungen oder öffentlichen Museen aufbewahrt werden, stammen von hier.
Darüber hinaus konnten Händler und Sammler bis in die 1970er Jahre Antiken im Kairoer Museum zur Begutachtung vorlegen und, sofern die Museumsbeamten keine Einwände erhoben, in bereitstehende Kisten verpacken, versiegeln und zur Ausfuhr freigeben lassen. Nach jahrelangen Debatten über die Strategie des Antikenverkaufs wurde der Verkaufssaal im November 1979 endgültig geschlossen.

### Libanon und Zypern
Im Libanon konnte bis 1988 eine Ausfuhrgenehmigung für Antiken beantragt werden. Das System unterschied sich nicht wesentlich von dem in Ägypten, mit offiziellen Stempeln auf den Rechnungen, auf denen mehrere Objekte aufgeführt waren, die nicht mehr identifiziert werden konnten, und ohne Fotos. Die Kisten wurden amtlich versiegelt, ohne dass den ausgeführten Objekten eine Ausfuhrgenehmigung beilag.
In Zypern wurden Ausfuhrlizenzen bis mindestens 1980 ausgestellt, und einige Objekte wurden mit Ausfuhrmarken aus Blei versehen, obwohl sowohl Marken als auch Lizenzen nur selten überlebt haben.

## Marktteilnehmer
Sammler und Museen kaufen auf Auktionen und in Kunsthandlungen, die sich auf antike Kunst spezialisiert haben. Die großen englischen und amerikanischen Auktionshäuser (Sotheby’s, Christie’s und Bonhams) haben eigene Abteilungen für „Antiquities“. In Deutschland, Frankreich und der Schweiz gibt es kleinere Auktionshäuser, die sich auf Antiken-Auktionen spezialisiert haben, und in anderen Auktionshäusern finden auch Antiken-Auktionen statt, wenn z. B. ganze Sammlungen auf den Markt kommen. Einen Marktüberblick bieten Messen wie die TEFAF, auf der Antikenhändler alljährlich ihre besten Objekte präsentieren. Seriöse Antikenhändler sind Mitglieder von Kunsthandelsverbänden IADAA - International Association of Dealers in Ancient Art, CINOA - Confédération Internationale des Négociants en Œuvres d’Art, ADA - Antiquities Dealers' Association, Kunsthändlerverband Deutschland. Sie haben sich einen Ethik- und Verhaltenskodex gegeben und bekämpfen den illegalen Kunst- und Antikenhandel. Werke, die in Auktionen und im Kunst- bzw. Antikenhandel zum Verkauf stehen, können durch das Art Loss Register in London auf einwandfreie Provenienzen überprüft werden.

## Kritik
Der Antikenhandel wird in der Fachpresse, von einigen deutschen Behörden und Wissenschaftlern vielfach kritisiert. Einige Ägyptologen behaupten sogar (ohne Beweise vorlegen zu können), dass „der weitaus größte Teil der gehandelten Antiken aus Raubgrabungen stammt“.
2020 hatte die UNESCO eine Anzeigenkampagne gegen den internationalen Antikenhandel gestartet. Darin wurden Objekte aus Museen fälschlicherweise als Raubkunst im Kunsthandel dargestellt. Inzwischen hat die UNESCO die Kampagne vom Netz genommen und es wird nur noch ein einzelnes Objekt gezeigt.
Im Jahr 2020 stoppte das Ministerium für Kultur und Wissenschaft des Landes Nordrhein-Westfalen eine in London ersteigerte römische Bronzebüste des Herkules auf dem Weg nach Wien am Kölner Flughafen. Sie musste die Büste wieder freigeben, nachdem der Eigentümer eine einstweilige Verfügung erwirkt hatte.
Nach der Präsentation des Brettspiels Taskforce: Saving Antiquities stellte Markus Hilgert (Kulturstiftung der Länder) in der öffentlichen Podiumsdiskussion zum Thema Kulturgutschutz die Frage, ob der Antikenhandel in Deutschland gänzlich verboten werden sollte (ab ca. 1h:12m:40s). Teilnehmer der Podiumsdiskussion waren neben Markus Hilgert, Silvelie Karfeld vom Bundeskriminalamt Wiesbaden, Robert Kuhn (Staatliche Museen zu Berlin) und Irene Pamer (Deutsche Gesellschaft für Kulturgutschutz e.V.). Es wird pauschal behauptet, dass „der weitaus größte Teil der gehandelten Antiken aus Raubgrabungen stammt“ (Elisabeth Katzy und Robert Kuhn).
Auf der Website Saving Antiquities werden Bürgerinnen und Bürger in Deutschland aufgerufen, den bloßen „Verdacht auf Raubgrabungen oder Antiken illegaler Herkunft“ an die deutsche Bundespolizei oder INTERPOL, das Hessische Landeskriminalamt, Museen oder Landesdenkmalämter zu melden.

## Bekannte Antikenhändler
Siehe Kategorie:Antikenhändler